# Baissea longipetiolata
Baissea longipetiolata är en oleanderväxtart som beskrevs av F.J.H. van Dilst. Baissea longipetiolata ingår i släktet Baissea och familjen oleanderväxter. Inga underarter finns listade i Catalogue of Life.